# Baranînți, Ujhorod
Baranînți (în ucraineană Баранинці) este localitatea de reședință a comunei Baranînți din raionul Ujhorod, regiunea Transcarpatia, Ucraina.

## Demografie
Componența lingvistică a localității Baranînți
     Ucraineană (94,59%)
     Maghiară (3,92%)
     Rusă (1,31%)
     Alte limbi (0,12%)
Conform recensământului din 2001, majoritatea populației localității Baranînți era vorbitoare de ucraineană (94,59%), existând în minoritate și vorbitori de maghiară (3,92%) și rusă (1,31%).